# Euskal Herria Bildu
Euskal Herria Bildu (pol. Jedność Kraju Basków, EH Bildu) – hiszpańska koalicja regionalnych partii politycznych działająca na terenie Kraju Basków i wspólnoty autonomicznej Nawarry. Reprezentuje ugrupowania socjalistyczne i separatystyczne, związane z nacjonalizmem baskijskim. Liczni działacze koalicji wywodzą się ze zdelegalizowanej partii Batasuna.

## Historia
Sojusz stanowi faktycznego następcę koalicji Amaiur. W 2011 na potrzeby wyborów lokalnych utworzono komitet wyborczy Bildu. Sąd Najwyższy początkowo odmówił jego rejestracji, wskazując, że na listach znaleźli się liczni działacze zdelegalizowanej za współpracę z terrorystami z ETA partii Batasuna. Ostatecznie decyzja ta została zmieniona przez  Trybunał Konstytucyjny. Powstanie nowej koalicji pod nazwą EH Bildu ogłoszono 10 czerwca 2012 w San Sebastián. Zawiązały ją Eusko Alkartasuna, Aralar i Alternatiba. Dołączyły do niej też grupy niezależnych lewicowych nacjonalistów, a także nowo zalegalizowane Sortu. W 2017 partia Aralar podjęła decyzję o samorozwiązaniu, a jej działacze pozostali członkami EH Bildu. W 2017 po raz pierwszy wyłoniony został koordynator koalicji, funkcję tę objął Arnaldo Otegi.
Sojusz regularnie reprezentowany w parlamentach regionalnych. W 2015 i 2016 wprowadzał po 2 posłów do Kongresu Deputowanych. W kwietniu 2019 zwiększył swoją reprezentację w niższej izbie hiszpańskiego parlamentu do 4 osób, po raz pierwszy uzyskując też w głosowaniu 1 mandat w Senacie. W listopadzie 2019 formacja wprowadziła do Kongresu Deputowanych 5 posłów, utrzymując również 1 mandat w Senacie. W 2023 koalicja uzyskała 6 mandatów poselskich i 4 mandaty senatorskie.
W wyborach europejskich koalicja tworzyła listy wyborcze z ugrupowaniami regionalnymi z innych wspólnot autonomicznych – Los Pueblos Deciden (2014) i Ahora Repúblicas (2019).